# Higuera de Vargas
Higuera de Vargas è un comune spagnolo di 2 118 abitanti situato nella comunità autonoma dell'Estremadura.

## Storia
La fondazione della cittadina è controversa, alcuni sostengono infatti che essa risalga al 1240 per opera del nobile locale García Pérez de Vargas, mentre altri affermano che la fondazione sia successiva per opera del nobile Alfonso Pérez de Vargas, signore del territorio di Burguillos del Cerro. Inizialmente l'agglomerato urbano si concentrò intorno ad una fonte locale, chiamata Fonte la Higuera, che si diceva avesse notevoli doti curative.